# Matias Biljaka
Matias Biljaka (n. 1999, Viena, Austria) este un jucător de polo pe apă ce a reprezentat Croația, medaliat olimpic. A participat la 1 ediție a Jocurilor Olimpice (2024) în care a câștigat 1 medalie de argint.

## Participări
Lista de mai jos prezintă principalele competiții la care a participat Matias Biljaka de-a lungul carierei.
- tournoi masculin de water-polo aux Jeux olympiques d'été de 2024[*]